# James Moody (zenész)
James Moody (Savannah, 1925. március 26. – San Diego, 2010. december 9.) amerikai altszaxofonos, fuvolás. 1941-ben autodidaktaként kezdett szaxofonozni. Együtt játszott többek között Dizzy Gillespie-vel is. Az I'm In The Mood For Love című száma bombasiker lett, ezután a legnagyobb improvizálók között jegyezték. A dal később Moody's Mood for Love címen lett közismert. Amy Winehouse is elénekelte.

## Lemezek
- Four Classic Albums (2018)
- Four Classic Albums (2017)
- Round Midnight (2015)
- Original Moody's Mood For Love (2011)
- Moody 4B (2010)
- Moody 4A (2009)
- Our Delight (2008)
- The Legendary 1963-64 Sessions (2008)
- Body and Soul (2008)
- Fly Me to the Moon [Remastered] (2007)
- Lover Come Back to Me (2006)
- 1951-1954 (2006)
- 1951 (2005)
- The World Is a Ghetto (2005)
- Just Moody (2005)
- Kite Hill (2005)
- Homage (2004)
- Workshop (2002)
- 1950-1951 (2002)
- In a Rush (2002)